# Stephen Chan Chi-wan
Stephen Chan, de son vrai nom Chan Chi-wan (陳志雲, né le 20 décembre 1958) est un dirigeant d'entreprise hongkongais de nationalité britannique. Il a été directeur général de TVB de 2003 à 2012, PDG de Commercial Radio Hong Kong (en) de 2012 à 2014, et est actuellement conseiller en chef de Commercial Radio Hong Kong depuis 2014.

## Biographie
Chan étudie la linguistique et le théâtre à l'université de Hong Kong et sort diplômé en 1981.
Il devient ensuite fonctionnaire dans le gouvernement de Hong Kong en tant qu'officier administratif, dans le même groupe qu'Edward Yau (en),. Il passe ensuite quatre ans à Londres à faire du lobbying pour le droit de séjour des Hongkongais. En 1991, il retourne à Hong Kong et devient délégué adjoint à la Television and Entertainment Licensing Authority (en). Il travaille également comme DJ à temps partiel à la radio RTHK où il est connu sous le nom de Wai Ka-ching (Vulgar Chan).
Il travaille à Commercial Radio Hong Kong (en) pendant deux ans avant de rejoindre TVB en tant que contrôleur de programme en 1992. Il se voit confier des responsabilités supplémentaires comme contrôleur (Affaires extérieures) en 1996.
En avril 2002, Chan est promu directeur général adjoint de TVB. En avril 2004, il est officiellement nommé directeur général de la radiodiffusion. Sa popularité augmente lorsqu'il commence à diffuser l'émission Be My Guest (en) en 2006 dans laquelle il interviewe des célébrités de Hong Kong.
Pour l'émission Vanishing Glacier (台慶鉅獻: 冰天動地), il s'envole pour l'arctique afin de se rendre compte de l'impact du réchauffement climatique avec Sammul Chan (en), Bernice Liu et Kay Tse (en),.
Le 9 décembre 2011, Chan démissionne de la chaîne pour étudier à l'étranger.
Le 4 mars 2012, Chan devient PDG de Commercial Radio Hong Kong. Le 11 février 2014, il est transféré au poste de conseiller principal,.

## Affaires judiciaires
Le 11 mars 2010, Chan, son assistant personnel et 3 autres employés de TVB sont arrêtés par la Commission indépendante contre la corruption. D'autres personnes sont arrêtées comme Wilson Chan Wing-suen, Wilson Chin Kwok-wai, Ning Jin et Edthancy Tseng Pei-kun. TVB confirme que trois de ses employés sont impliqués, et que leurs fonctions ont été suspendues en attendant l'avancement de l'enquête. Le 16 septembre 2010, Chan est officiellement mis en examen par la Commission pour corruption et fraude.
Chan est innocenté de toutes accusations liées à ses activités à TVB en novembre 2010, mais trois autres affaires de corruption et fraude sont toujours en examen. Chan reprend ses fonctions à TVB le 16 novembre, mais celles-ci n'impliqueront pas la gestion des artistes et les castings.
Chan et Edthancy Tseng sont acquittés deux fois en 2011 et 2013. Le 25 octobre 2015, Chan et Tseng sont condamnés pour corruption dans l'affaire de construction d'un centre commercial à Olympian City (en) dans laquelle Chan aurait reçu 112 000 HK$ par l'intermédiaire de la compagnie de Tseng. Les condamnations de Chan et Tseng sont finalement annulées en appel en mars 2017.